# Albertino V Boschetti

Stemma della famiglia Boschetti

Albertino V Boschetti (San Cesario sul Panaro, 1450 circa – Ferrara, 12 settembre 1506) è stato un condottiero e nobile italiano, conte di San Cesario.

## Biografia
Albertino Boschetti nacque nel feudo di famiglia di San Cesario dal conte Alberto e da Giovanna Rangoni.
Fu uomo d'armi inizialmente al servizio della Repubblica di Genova, combattendo contro i Fieschi e gli Sforza. Passò quindi sotto le insegne della Serenissima dal 1484 al 1487. Nel 1492 servì gli Aragonesi e fu inviato in Puglia a difendere il Gargano. Scontento dei suoi servigi, chiese di essere licenziato e nel 1494 entrò per poco tempo al servizio di Ludovico il Moro, duca di Milano. 
Al servizio degli Estensi, partecipò alla battaglia di Fornovo del 1495 contro Carlo VIII di Francia assieme ai suoi due figli Roberto e Sigismondo, intervenendo in favore di Francesco II Gonzaga in grave difficoltà. Nel 1496 fu al soldo della Repubblica di Firenze contro Siena. Gli ultimi suoi servizi furono in favore degli Estensi e in favore dei bolognesi.
Si ritirò nel suo feudo di San Cesario nel 1499, feudo di Ferrara. Nel frattempo, Alfonso I d'Este, succeduto a Ercole I nel ducato di Ferrara, iniziò una politica di supremazia nei confronti dei suoi feudatari. Chiese allora la protezione al marchese di Mantova  Francesco II Gonzaga.
Il risentimento nei confronti di Alfonso però spinsero Albertino, assieme al figlio Sigismondo, a Ferrante d'Este e al fratellastro Giulio d'Este, a partecipare alla congiura per uccidere il duca. Scoperto, venne arrestato, tradotto in Castelvecchio e gli vennero confiscati i beni. Sottoposto a torture, fu infine decapitato a Ferrara il 12 settembre 1506.

## Discendenza
Ebbe quattro figli:
- Roberto (1472-1529), uomo d'armi
- Sigismondo, uomo d'armi
- Giacomo (1471-1509), uomo d'armi
- Giovanna, dama di compagnia di Isabella d'Este